# Guglielmo Enrico di Nassau-Zuylestein, IV conte di Rochford
Guglielmo Enrico di Nassau-Zuylestein, IV conte di Rochford, detto anche in inglese William Henry Nassau de Zuylestein (St Osyth, 17 settembre 1717 – St Osyth, 29 settembre 1781), è stato un diplomatico inglese.
Di ascendenze anglo-olandesi, occupò importanti incarichi diplomatici come ambasciatore inglese dapprima a Torino, poi a Madrid ed infine a Parigi, e fu Segretario di Stato sia per il dipartimento del Nord che per quello del Sud in Gran Bretagna. Introdusse in Inghilterra l'uso del pioppo nero nel 1754.
Amico personale di molti personaggi dell'Inghilterra dell'epoca, fu personalmente legato all'attore David Garrick, allo scrittore Laurence Sterne ed al librettista francese Pierre Beaumarchais. Giorgio III lo considerava un consigliere esperto in fatto di affari esteri e pertanto lo tenne sempre in grande considerazione. Rochford fu l'unico segretario di stato britannico tra il 1760 ed il 1778 ad aver precedentemente condotto una carriera diplomatica.
Rochford ebbe un ruolo chiave nella vendetta di Manila e nei negoziati con la Spagna (1763–66), nell'acquisizione della Corsica da parte della Francia (1768), nella Crisi delle Isole Falkland del 1770-71, nella crisi della Rivoluzione Svedese del 1772, e nella gestione delle conseguenze del Royal Marriages Act del 1772. Oltre al suo lavoro come segretario degli esteri, ebbe notevoli responsabilità in madrepatria, in particolare nelle questioni irlandesi. Fu un membro chiave dell'amministrazione del Nord nell'ambito della Guerra d'indipendenza americana. La malattia ed una serie di scandali politici lo costrinsero alle dimissioni nel novembre del 1775.

## Biografia

### I primi anni
Guglielmo Enrico di Nassau-Zuylestein nacque nel 1717, figlio primogenito di Federico di Nassau-Zuylestein, III conte di Rochford, e di sua moglie Elizabeth (‘Bessy’) Savage, figlia di Richard Savage, IV conte Rivers. I suoi antenati erano anglo-olandesi e discendevano da una linea illegittima derivata da uno dei figli di Guglielmo il Taciturno, Federico Enrico (1584–1647), principe d'Orange. Il nonno del conte di Rochford ed il suo bisnonno sposarono entrambi nobildonne inglesi, dame alle corti di Guglielmo II e Guglielmo III d'Orange. Suo nonno fu inoltre particolarmente vicino alla figura di Guglielmo III, suo cugino, accompagnandolo in Inghilterra nel corso della Gloriosa Rivoluzione (1688–1689), e poi venendo ricompensato col titolo di conte di Rochford dopo che lo stesso Guglielmo fu asceso al trono inglese.
Educato all'Eton College (1725–32), tra i suoi compagni di scuola ebbe tre futuri segretari di stato inglesi, Henry Seymour Conway, George Montagu-Dunk, II conte di Halifax e John Montagu, IV conte di Sandwich. Ad ogni modo, in quegli anni si inimicò il figlio del primo ministro, l'influente scrittore Horace Walpole. Al posto di frequentare l'università, Rochford venne inviato a studiare all'Accademia di Ginevra, dove alloggiò presso la famiglia del professor Antoine Maurice. A Ginevra imperò fluentemente a parlare il francese oltre all'olandese ed all'inglese che parlava sin dalla nascita. Nel 1738, a soli 21 anni, venne chiamato a succedere ai titoli di suo padre.

### A corte
Il conte di Rochford venne nominato Gentleman of the Bedchamber da Giorgio II nel 1739 (segno di particolare favore da parte del sovrano) e prestò servizio in tale ruolo sino al 1749. Ereditò dei forti principi di stampo Whig e fu uno strenuo sostenitore della successione protestante degli Hannover, per quanto ammirasse la pacifica politica estera di Robert Walpole. Al tempo della Ribellione Giacobita del 1745 si offrì di organizzare un proprio reggimento, ma questo non venne richiesto in servizio. Alla Camera dei Lords fu attivo a favore dell'Essex dove la sua famiglia aveva dei possedimenti, ma non eccelse mai come oratore. Venne nominato Vice Ammiraglio dell'Essex nel 1748. Pur ambizioso e desideroso di alti incarichi, evitò sempre le fazioni politiche e coltivò invece il favore del figlio del re, il duca di Cumberland, che divenne suo patrono. Il duca di Cumberland fece pressioni quindi perché il conte di Rochford fosse nominato a importanti incarichi diplomatici già alla fine della Guerra di Successione austriaca, ottenendogli la nomina ad ambasciatore presso la corte di Torino nel gennaio del 1749.

### Inviato a Torino
Il conte di Rochford giunse a Torino il 9 settembre 1749. Quella dei Savoia era all'epoca una delle corti italiane più importanti per la politica britannica dell'epoca, ed egli iniziò il proprio lavoro come Plenipotenziario (il più alto degli incarichi diplomatici in assenza di un vero e proprio ambasciatore per quella sede). Prese seriamente quell'incarico con l'intento di farsi l'esperienza necessaria ad un grande diplomatico. I suoi primi negoziati, per conto di una compagnia di minatori inglesi di alcune comunità Vaud protestanti delle Alpi Pennine riuscirono positivamente. Si ingraziò re Carlo Emanuele III accompagnandolo personalmente in diverse battute di caccia. Il conte di Rochford utilizzò le proprie conoscenze a corte e venne tenuto in grande considerazione anche dagli altri corpi diplomatici presenti a Torino. Ebbe un ruolo minore ma pur sempre rispettabile nei negoziati del Trattato di Aranjuez (1752). Nel 1753 compì un Grand Tour in Italia ed utilizzò quest'occasione per ottenere informazioni sull'attività di Carlo Edoardo Stuart, pretendente alla corona britannica in esilio, a Roma. Riuscì inoltre a servirsi del console britannico locale per ottenere informazioni sul coinvolgimento della Francia nella presa della Corsica.

### Lord Luogotenente dell'Essex
Richiamato da Torino per la durata della Guerra dei Sette anni (1755-1763), il conte di Rochford riprese la sua carriera a corte venendo nominato da re Giorgio II come primo Lord of the Bedchamber e Groom of the Stole, incarichi altamente prestigiosi. Venne inoltre nominato membro del Privy Council del sovrano nel 1755. Come Lord Luogotenente dell'Essex dal maggio del 1756, il conte di Rochford venne coinvolto nella formazione dei primi reggimenti di milizia dell'Essex di cui divenne colonnello nel novembre del 1759. Alla morte di Giorgio II nel 1760, il conte di Rochford perse gran parte dei propri incarichi a corte, ma venne ricompensato con generose pensioni annue. Trascorse gran parte degli anni '60 del Settecento ad interessarsi della politica locale dell'Essex ed a migliorare il parco della sua residenza di famiglia all'ex priorato di St Osyth, facendovi aggiungere un giardino olandese ed un labirinto. Ad ogni modo, le sue entrate erano troppo esigue per la sua posizione e pertanto si rigettò nel servizio diplomatico per necessità economiche. Venne nominato ambasciatore in Spagna il 18 giugno 1763.

### Ambasciatore in Spagna
Dopo che il conte di Rochford fu nominato ambasciatore in Spagna, ricevette delle istruzioni segrete per la sua ambasceria a Madrid per contrastare l'influenza francese su re Carlo III, riportando inoltre in patria delle informazioni relative alla ricostruzione della flotta spagnola dopo la disastrosa situazione della Guerra dei Sette anni. Il suo più importante negoziato fu relativo all'espulsione dei taglialegna inglesi dalla Penisola dello Yucatán da parte degli spagnoli. Col forte supporto dell'amministrazione Grenville, gli venne garantita la reputazione di anti-borbonico. Meno positivi furono i suoi sforzi per costringere la Spagna a pagare per la questione del sacco di Manila, questione che il ministro degli esteri francese Choiseul suggerì che dovesse essere sottoposta ad arbitrato internazionale. L'attenzione di Rochford portò alla scoperta di un complotto francese per incendiare i porti inglesi locali. La sua amicizia col console generale inglese a Madrid, Stanier Porten (zio dello storico Edward Gibbon) gli fece approfondire il suo naturale interesse in materia commerciale, sfruttando i consoli come pure delle spie per ottenere informazioni sui movimenti degli spagnoli. Mentre si trovava a Madrid fece amicizia col giovane librettista francese Beaumarchais, le cui esperienze spagnole furono poi la base per la scrittura del suo pezzo di maggior successo, Le nozze di Figaro. Sul finire del periodo della propria ambasceria in Spagna, il conte di Rochford vide le rivolte di Madrid del 1766.

### Ambasciatore in Francia
La nomina di Rochford alla sede diplomatica di Parigi giunse inaspettata, ed egli lasciò Madrid tanto all'improvviso che impiegò qualche tempo per pagare i propri debiti fatti in loco. Egli insistette per portare con sé il capacissimo Porten a Parigi come segretario per la sua ambasciata. Choiseul venne ancora una volta coinvolto nei negoziati col conte di Rochford per risolvere le pretese inglesi sul sacco di Manila ed ottenere dalla Gran Bretagna la rinuncia al possesso delle Isole Falkland, ma la mancanza di adeguati rapporti del precedente ambasciatore, lord Hertford, e l'inesperienza del segretario di stato, Lord Shelburne, interruppero questa transazione. Choiseul era furioso ed accusò di questi fallimenti il conte di Rochford. Rochford era l'unico nel corpo diplomatico parigino a saper tenere testa alle intemperanze di Choiseul e la questione venne ben presto spostata su Dunkirk, sui Canada Bills e sulla Compagnia delle Indie Orientali. Rochford riuscì abilmente a trarre in trappola il suo avversario, ottenendo concessioni diplomatiche in tutte e tre le faccende.
La vittoria maggiore di Choiseul (e per contro il maggior fallimento diplomatico di Rochford) fu l'acquisizione della Corsica (allora parte della Repubblica di Genova) da parte della Francia nel 1768. Per quanto il conte di Rochford avesse già rilevato le prime avvisaglie di questi tentativi e pagato delle spie per ottenere una copia della bozza del trattato segreto stipulato tra i due stati, il gabinetto di governo inglese guidato da lord Grafton era troppo occupato dal sedare le rivolte a Londra per dare ascolto all'ambasciatore inglese a Parigi. La sfortuna del conte di Rochford fu inoltre che, al picco dei negoziati, egli si trovasse malato, lasciando così campo libero a Choiseul per concludere l'accordo con Genova. Le proteste inglesi successive si dimostrarono inutili, e Rochford sempre più alterato rinunciò al proprio incarico di ambasciatore e fece ritorno in patria. Gli venne offerto un posto al gabinetto di governo che alla fine accettò il 21 ottobre 176 solo a condizione che Porten sarebbe divenuto suo sottosegretario.

### Segretario del Nord
Osservatori a lui contemporanei come Edmund Burke o l'anonimo scrittore Junius dissero che il conte di Rochford venne nominato Segretario di Stato per il Dipartimento del Nord quando tutte le sue esperienze diplomatiche si erano svolte al sud Dell'Europa, e lord Weymouth aveva insistito perché egli ottenesse il ruolo di Segretario di Stato per il Dipartimento del Sud. La politica estera inglese e la reputazione britannica in Europa, avevano toccato il fondo dopo il fiasco della Corsica del 1768, ma le capacità e le previsioni realistiche del conte di Rochford avevano rafforzato in qualche maniera la politica estera nazionale. I diplomatici inglesi all'estero sapevano di poter contare su un segretario di stato che era ben conscio del non semplice lavoro della diplomazia e che regolarmente li teneva informati degli eventi di governo. Hamish Scott ha suggerito come proprio l'esperienza ed il tatto di Rochford abbiano impedito il naufragare della reputazione inglese nell'Europa di quegli anni.
Il principale successo britannico in quest'epoca fu il trattato di alleanza con la Russia, ma la zarina Caterina II ed il suo ministro degli esteri Panin insistettero sul pagamento di un forte sussidio di stato che Rochford si rifiutò di concedere. Al contrario, egli persuase re Giorgio III a versare denaro per il servizio segreto nella politica della Svezia, per supportare la Russia e minare l'influenza francese. L'ambasciatore britannico a Stoccolma, Sir John Goodricke, fece un sapiente uso delle somme consegnategli, fatto che aiutò la Svezia a mantenere una costituzione liberale. Secondo lo storico Michael Roberts, il conte di Rochford fu in questo molto più realistico e pratico di Choiseul nella gestione degli affari svedesi.

### La crisi delle Falkland
L'espulsione della guarnigione inglese dalle Isole Falkland nel maggio del 1770 portò ad una delle principali crisi diplomatiche dell'epoca, che portò nuovamente l'Europa sull'orlo di una guerra. Gli storici attribuirono la risoluzione di questa crisi ad una "promessa segreta" fatta dal primo ministro inglese Lord North relativa al fatto che l'Inghilterra avrebbe evacuato con tutta calma l'isola se in futuro gli spagnoli si fossero accordati per restaurare il forte agli inglesi. Recenti ricerche negli archivi della diplomazia estera però hanno fornito una nuova visione della soluzione della crisi. Lontana dal risolvere la crisi, la "promessa segreta" di Lord North fu quasi sul punto di peggiorare le cose. Per questo motivo la politica del conte di Rochford, supportata da Giorgio III, si dimostrò decisiva. Malgrado l'indolenza di lord Weymouth unitamente alle sue frequenti assenze al governo, Rochford riuscì comunque a risolvere la faccenda. Fu Rochford ad ordinare all'ammiragliato di preparare una flotta da guerra ed inviò tale notizia a Madrid. La risposta della Spagna dipese in maniera cruciale dal supporto francese in caso di guerra, e la Francia iniziò a preparare la propria flotta, ma il licenziamento del duca di Choiseul da parte del re francese nel dicembre del 1770, rimosse questa prospettiva, ed il richiamo dell'ambasciatore inglese Harris da Madrid mostrava chiaramente che gli inglesi erano pronti alla guerra. Weymouth diede anch'egli le proprie dimissioni nel dicembre del 1770, e Rochford lo rimpiazzò come Segretario di Stato per il Dipartimento del Sud il 19 dicembre 1770.

### Segretario di Stato per il Dipartimento del Sud

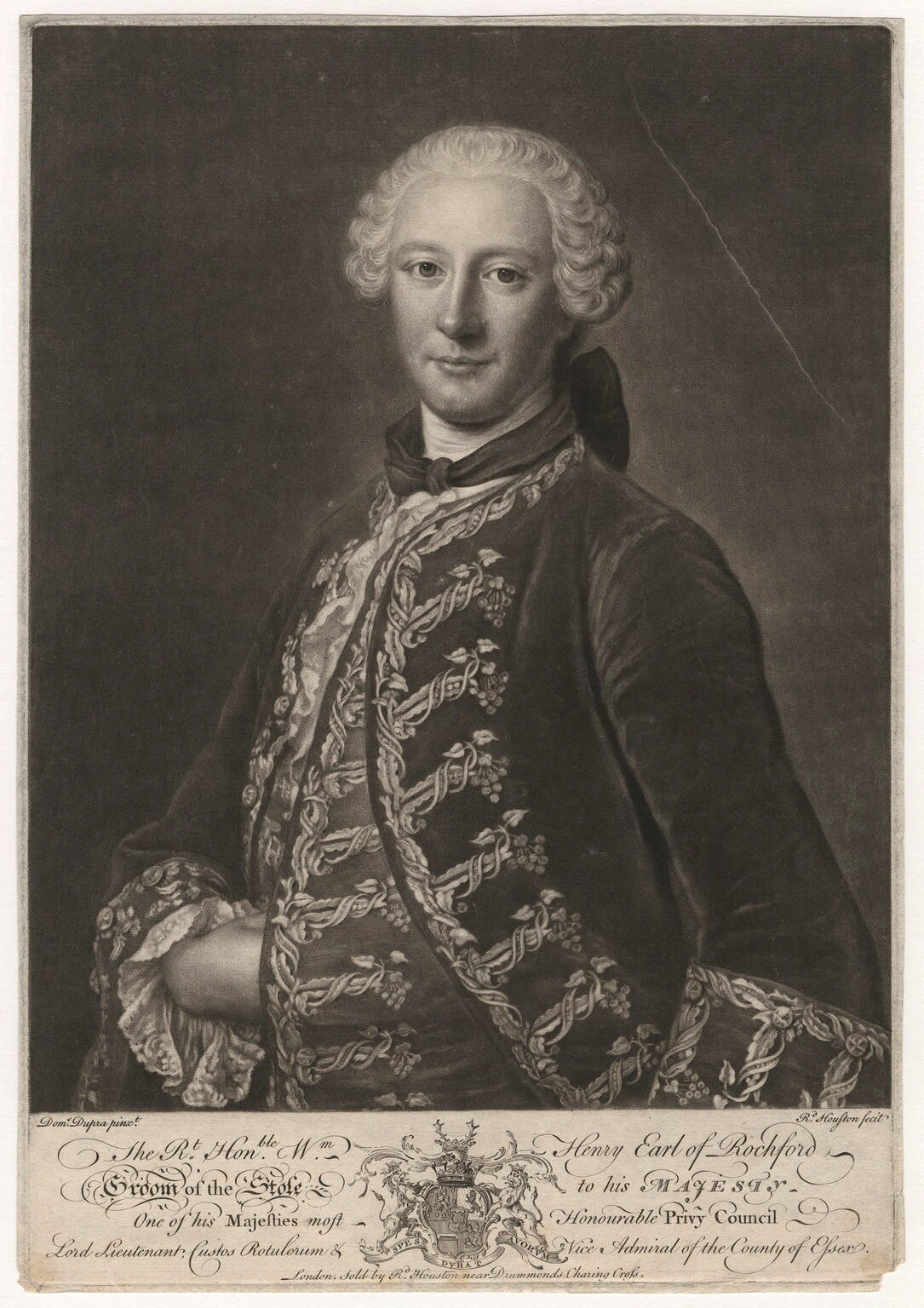
Il IV conte di Rochford in una stampa d'epoca

Rochford si era già fatto carico dei negoziati delle Falkland ed ora ricevette l'approvazione spagnola alle sue richieste. Il disarmo ebbe luogo nei mesi successivi anche se il rischio di uno scontro armato rimase attivo sino all'aprile del 1771, quando entrambe le parti si disarmarono simultaneamente, come Rochford aveva proposto. Dopo che il conte Sandwich venne nominato Primo Lord dell'Ammiragliato, il successore di Rochford al ruolo di Segretario di Stato per il Dipartimento del Nord fu Lord Suffolk, trascorse un anno del suo mandato a migliorare la propria conoscenza del francese così da poter conversare liberamente con gli altri diplomatici stranieri a Londra. Nel frattempo, il conte di Rochford fu de facto Ministro degli esteri, mantenendo tutta la corrispondenza diplomatica britannica sino al 1772. Prima della creazione di uffici di politica interna ed esterna nazionali separati nel 1782, il Segretario di Stato per il Dipartimento del Sud si occupava anche di tutte le responsabilità proprie dei moderni ministeri degli interni, inclusa la supervisione degli affari dell'Irlanda.
Il primo successo del conte di Rochford nel suo nuovo ruolo di Segretario di Stato per il dipartimento del Sud fu quello di persuadere il ministro degli esteri francese Emmanuel-Armand de Richelieu, duca d'Aiguillon a porre fine alla lunga disputa sui Canada Bills, oltre a farlo desistere dal rafforzare i possedimenti francesi in India. Dopo il maldestro intervento di Giorgio III in Danimarca nel 1772 in supporto della sua disgraziata sorella, la regina Carolina, il primo grande problema che Rocheford si trovò a dover gestire fu la crisi svedese del 1772-1773, seguita al colpo costituzionale di Gustavo III nell'agosto del 1772. Questa crisi ancora una volta portò l'Europa sull'orlo del baratro di una guerra, dal momento che la Russia minacciò di invadere la Svezia e la Francia di inviare una flotta nel Mar Baltico in supporto a Gustavo III. Il conte di Rochford giocò un ruolo chiave in questa crisi, agendo con cautela nei confronti dei russi e avvisando i francesi del fatto che in caso di azioni da parte loro anche la Gran Bretagna sarebbe stata pronta ad inviare la propria flotta militare nel Baltico. Panin decise alla fine di non invadere la Svezia, e la crisi si allentò quando i francesi portarono la loro flotta da Brest a Tolone.
Come lo stesso Rochford ebbe modo di notare nei suoi scritti dell'epoca, la Prima partizione della Polonia nel 1772, "cambiò completamente il sistema Europa", dimostrando l'emergenza rappresentata da Russia e Prussia come nuove potenze predatorie sul continente. Con l'incoraggiamento di Giorgio III, Rochford si imbarcò in una nuova e rischiosa politica di alleanza segreta con la Francia, con l'obiettivo a lungo termine di formare un'alleanza difensiva tra potenze marittime coloniali per controbilanciare le "potenze orientali". La crisi svedese ruppe questa iniziativa, e Rochford tornò quindi a coltivare l'amicizia col governo spagnolo nel tentativo di minare il Pacte de Famille che legava tradizionalmente la Spagna alla Francia sin dall'ascesa di Filippo V. Le relazioni con le potenze nelle mani delle casate dei Borboni rimasero cordiali dal 1775 anche se dal 1763, il clandestino supporto della Francia ai coloni americani, fu un sospetto sempre più frequente nella mente dei diplomatici inglesi.
Il compito più difficile per il conte di Rochford nell'ambito della politica interna allo stato, fu invece quello di agire per conto di Giorgio III nei negoziati del maggio del 1773 con suo fratello, il duca di Gloucester, che aveva segretamente sposato la nipote di Horace Walpole, Maria Waldegrave, nel 1766. Ella si trovava ora incinta ed il duca di Gloucester intendeva assicurarsi il supporto finanziario della sua famiglia. In vista del Royal Marriages Act del 1772, Giorgio III apprese questa notizia come un tradimento dal suo parente più fidato, ritenendosi profondamente colpito dal fatto. Il conte di Rochford fu l'unico a svolgere l'attività di intermediario in questa delicata faccenda. La naturale opposizione di Horace Walpole nei confronti di Rochford si tramutò ora in un odio attenuato, non dimenticandosi ad ogni modo di diffamare Rochford per non aver pubblicamente deplorato l'operato dal re in tale materia.

### Gli ultimi anni
La salute sempre più malconcia ed un sospetto di coinvolgimento negli affari del banchiere americano a Londra, Stephen Sayre, il quale si sospettava stesse progettando un rapimento di Giorgio III, spinsero il conte di Rochford a pensionarsi dall'11 novembre 1775 con una generosa pensione e la promessa della fascia dell'Ordine della Giarrettiera. Per ben due volte gli venne riproposto l'incarico di Lord Luogotenente d'Irlanda nel 1776, incarico a cui sarebbe stato il candidato ideale, ma egli declinò l'offerta, sempre per ragioni di salute. Il 12 giugno 1776 Rochford venne eletto direttore di Trinity House, la corporazione responsabile del mantenimento e del funzionamento dei fari portuali, oltre che dei piloti e dei marinai nei porti. Per conto di Giorgio III egli tenne anche dei colloqui segreti con Beaumarchais, e fece un breve viaggio di ricognizione a Parigi per cercare di persuadere il governo francese a frenare il proprio supporto ai ribelli americani, concludendone che la Francia era intenzionata a dichiarare guerra aperta. Divenne cavaliere dell'Ordine della Giarrettiera nel 1779. I suoi ultimi anni li trascorse a gestire gli affari della Milizia Territoriale dell'Essex, sebbene ormai le paure di una invasione francese potessero considerarsi come archiviate. Morì a St Osyth il 29 settembre 1781. Alla sua morte i suoi titoli e le sue proprietà passarono a suo nipote, Guglielmo Enrico di Nassau-Zuylestein, V conte di Rochford.

## Matrimonio e figli
Nel maggio del 1742, il conte di Rochford sposò Lucy Younge, figlia di Edward Younge di Durnford nel Wiltshire, ma il matrimonio non produsse eredi. Rochford e Lucy vissero dapprima a Easton, nel Suffolk, in una proprietà ereditata da suo zio Enrico, per poi spostarsi alla sede ancestrale di St Osyth nell'Essex dopo la morte della madre del conte nel 1746. Rochford acquistò inoltre una casa Londra, al n. 48 di Berkeley Square, che mantenne sino al 1777. La coppia mantenne un atteggiamento estremamente anticonformista nella propria vita dell'epoca, e Lucy Rochford divenne nota per i suoi numerosi amanti, tra cui vi fu anche il duca di Cumberland ed il principe d'Assia. Il conte di Rochford dal canto suo ebbe delle amanti a Torino, una delle quali, una certa "Signora Banti", ballerina di teatro, lo seguì poi a Londra per un certo periodo. Lucy obiettò l'inopportunità di portarsi a casa l'amante e Rochford si accordò per abbandonarla solo qualora Lucy avesse abbandonato il proprio amante del momento, lord Thanet. I due rimasero sulle rispettive posizioni.
La successiva amante del conte, Martha Harrison, diede alla luce una figlia, Mary, che venne poi adottata da Lucy. Mary visse con loro a Parigi e poi a St Osyth. Rochford ebbe delle relazioni amorose anche a Parigi con le mogli di due amici di Choiseul, la moglie del marchese di Laborde e madame Latournelle. Un'altra sua amante, Ann Labbee Johnson, lo seguì a Londra e gli diede un figlio e una figlia. Dopo la morte di Lucy nel 1773, il conte di Rochford portò Ann ed i suoi figli a vivere con lui a St Osyth.
Riassumendo, dunque, da Martha Harrison ebbe:
- Mary (1762/3-1850)

Da Anne Labbee Johnson ebbe:
- Frederick (1771–1857)
- Anne (1773/4-1848)

Per quanto non avesse avuto eredi legittimi, alla morte di suo nipote Guglielmo Enrico di Nassau-Zuylestein, V conte di Rochford e con l'estinzione della sua casata per via legittima, i titoli ed i possedimenti della sua casata in Olanda passarono ai suoi tre figli illegittimi.

## Il ruolo nella storia
Senza particolari trionfi o trattati di rilievo col suo nome o la sua firma, e coi negoziati segreti che condusse perlopiù sconosciuti alla sua epoca, il conte di Rochford venne ben presto dimenticato dopo la sua morte. La sua reputazione inoltre risentì delle malignità messe in giro sul suo conto da Horace Walpole che non perse mai l'occasione per denigrarlo. Nelle sue Memoirs of the Reign of King George III, Walpole descrisse il conte di Rochford come un "uomo senza abilità e con poche conoscenze, ad eccezione della gestione di routine degli uffici". Walpole ebbe comunque modo di riconoscere l'onesta e la flessibilità negli incarichi dimostrata dal conte di Rochford. La scomparsa delle carte personali di Rochford (sino al loro ritrovamento a Torino nel 1971) impedì agli storici una vera e propria ricostruzione della sua vita personale, ma molte delle sue lettere si trovano ancora oggi nelle collezioni private dei conti di Garrick e Denbigh a cui furono a loro tempo indirizzate dallo stesso conte.
Dettagliate ricerche negli archivi stranieri e britannici hanno consentito di gettare ulteriore luce sulla carriera pubblica del IV conte di Rochford. Come diplomatico egli si dimostrò sempre altamente professionale in un'epoca di molti improvvisati, per la sua attenzione agli affari ed il suo stile metodico, in grado di dipanare con semplicità soluzioni anche per i negoziati più complessi, e si guadagnò il rispetto di tutti i negoziatori con cui si trovò a trattare, anche sul piano internazionale. La sua esperienza diplomatica gli venne particolarmente utile quando venne chiamato a ricoprire l'incarico di Segretario di Stato al punto che ancora oggi si può cogliere la finezza con cui gestì i primi passi della Guerra d'indipendenza americana. Estremamente ben informato, nella sua opera mai pubblicata dal titolo ‘Plan to Prevent War in Europe’ ("Piano per prevenire la guerra in Europa", 1775) lo si riscopre pensatore strategico ed uno dei segretari britannici più ricchi d'iniziativa del XVIII secolo.
Giorgio III ebbe modo più volte di rimarcare le "molte amabili qualità" del conte di Rochford, aggiungendo anche che il suo "zelo lo rende più che mai fondamentale". Il re ebbe modo di riportare a Stanier Porten come Rochford fosse "più attivo e di maggior spirito" di qualunque altro nel gabinetto per il Distretto del Nord in quell'epoca. Hamish Scott descrisse il conte di Rochford come "il più abile uomo a controllare la politica estera nella prima decade di pace [dopo il 1763], un uomo di stato di considerevole intelligenza, intuizione e applicazione".
La sua politica di tentativo di distaccare la Spagna dal Pacte de Famille con la Francia rappresentò una novità per l'epoca. Nell'ultimo suo anno di servizio il conte di Rochford avvisò la Spagna sul rischio che anche le colonie spagnole dell'America Centrale e del Sud America si comportassero come quelle nordamericane. Furono probabilmente i suoi consigli a non far entrare la Spagna in guerra automaticamente nel 1778, ma ritardarono di almeno un anno queste dichiarazioni di guerra.

## Albero genealogico
|                                                             |                                 |                              | Genitori                              |  |  | Nonni |  |  | Bisnonni                      |  |  | Trisnonni                |  |
|                                                             |                                 |                              |                                       |  |  |       |  |  | Federico di Nassau-Zuylestein |  |  | Federico Enrico d'Orange |  |
|                                                             |                                 |                              |                                       |  |  |       |  |  | Federico di Nassau-Zuylestein |  |  | Federico Enrico d'Orange |  |
|                                                             |                                 | Margaretha Catharina Bruyns  |                                       |  |  |       |  |  | Federico di Nassau-Zuylestein |  |  |                          |  |
| Guglielmo di Nassau-Zuylestein, I conte di Rochford         |                                 |                              |                                       |  |  |       |  |  | Federico di Nassau-Zuylestein |  |  |                          |  |
|                                                             |                                 | Mary Killegrew               | Sir William Killigrew                 |  |  |       |  |  |                               |  |  |                          |  |
|                                                             |                                 | Mary Killegrew               | Sir William Killigrew                 |  |  |       |  |  |                               |  |  |                          |  |
|                                                             |                                 | Mary Killegrew               | Mary Hill                             |  |  |       |  |  |                               |  |  |                          |  |
| Federico di Nassau-Zuylestein, III conte di Rochford        |                                 | Mary Killegrew               |                                       |  |  |       |  |  |                               |  |  |                          |  |
|                                                             |                                 | Sir Henry Wroth              | Henry Wroth                           |  |  |       |  |  |                               |  |  |                          |  |
|                                                             |                                 | Sir Henry Wroth              | Henry Wroth                           |  |  |       |  |  |                               |  |  |                          |  |
|                                                             |                                 | Sir Henry Wroth              | …                                     |  |  |       |  |  |                               |  |  |                          |  |
| Jane Wroth                                                  |                                 | Sir Henry Wroth              |                                       |  |  |       |  |  |                               |  |  |                          |  |
|                                                             |                                 | Anne Maynard                 | Lord William Maynard                  |  |  |       |  |  |                               |  |  |                          |  |
|                                                             |                                 | Anne Maynard                 | Lord William Maynard                  |  |  |       |  |  |                               |  |  |                          |  |
|                                                             |                                 | Anne Maynard                 | …                                     |  |  |       |  |  |                               |  |  |                          |  |
| Guglielmo Enrico di Nassau-Zuylestein, IV conte di Rochford |                                 | Anne Maynard                 |                                       |  |  |       |  |  |                               |  |  |                          |  |
|                                                             | Thomas Savage, III conte Rivers | John Savage, II conte Rivers |                                       |  |  |       |  |  |                               |  |  |                          |  |
|                                                             | Thomas Savage, III conte Rivers | John Savage, II conte Rivers |                                       |  |  |       |  |  |                               |  |  |                          |  |
|                                                             | Thomas Savage, III conte Rivers | Catherine Parker             |                                       |  |  |       |  |  |                               |  |  |                          |  |
| Richard Savage, IV conte Rivers                             | Thomas Savage, III conte Rivers |                              |                                       |  |  |       |  |  |                               |  |  |                          |  |
|                                                             |                                 | Elizabeth Scrope             | Emanuel Scrope, I conte di Sunderland |  |  |       |  |  |                               |  |  |                          |  |
|                                                             |                                 | Elizabeth Scrope             | Emanuel Scrope, I conte di Sunderland |  |  |       |  |  |                               |  |  |                          |  |
|                                                             |                                 | Elizabeth Scrope             | Martha Jeanes                         |  |  |       |  |  |                               |  |  |                          |  |
| Elizabeth Bessy Savage                                      |                                 | Elizabeth Scrope             |                                       |  |  |       |  |  |                               |  |  |                          |  |
|                                                             |                                 | Roger Downes                 | …                                     |  |  |       |  |  |                               |  |  |                          |  |
|                                                             |                                 | Roger Downes                 | …                                     |  |  |       |  |  |                               |  |  |                          |  |
|                                                             |                                 | Roger Downes                 | …                                     |  |  |       |  |  |                               |  |  |                          |  |
| Penelope Downes                                             |                                 | Roger Downes                 |                                       |  |  |       |  |  |                               |  |  |                          |  |
|                                                             |                                 | …                            | …                                     |  |  |       |  |  |                               |  |  |                          |  |
|                                                             |                                 | …                            | …                                     |  |  |       |  |  |                               |  |  |                          |  |
|                                                             |                                 | …                            | …                                     |  |  |       |  |  |                               |  |  |                          |  |
|                                                             |                                 | …                            |                                       |  |  |       |  |  |                               |  |  |                          |  |